# Bulbo (encefalo)
Il bulbo spinale o bulbo, definito anche midollo allungato, mielencefalo o oblongata, è la porzione inferiore del tronco encefalico (il quale è inoltre composto dal ponte e dal mesencefalo). 
Deriva dalla metà caudale del romboencefalo, denominata mielencefalo.

## Anatomia

### Struttura esterna
Il bulbo è una struttura allungata, di circa 3 cm per 2 cm di larghezza, che ha come limite superiore il solco bulbo-pontino, che lo separa dal ponte, e come limite inferiore il primo neuromero cervicale. È situato nella fossa cranica posteriore, con la superficie ventrale a ridosso del clivo dell'osso occipitale, posteriormente è in rapporto con il cervelletto tramite il peduncolo cerebellare inferiore. La fessura mediana anteriore e il solco mediano posteriore del midollo spinale continuano superiormente rispettivamente sulla faccia ventrale e su quella dorsale del bulbo. La fessura mediana anteriore è interrotta inferiormente dalla decussazione delle piramidi e superiormente dal foro cieco (del Vicq d'Azyr), punto nel quale, ventralmente al bulbo, le due arterie vertebrali confluiscono nell'arteria basilare (o tronco basilare).
Lateralmente alla decussazione delle piramidi decorrono due prominenze, le piramidi, che contengono il fascio corticospinale, esse si assottigliano mano a mano che procedono distalmente verso il midollo spinale. Presso il solco antero-laterale, sulla superficie laterale del bulbo originano delle radicole nervose che si uniscono a formare il nervo ipoglosso (XII), mentre dal solco postero-laterale emergono in successione il nervo accessorio (XI), il nervo vago (X) e il nervo glossofaringeo (IX). Lateralmente a ciascuna piramide e posteriormente al solco antero-laterale, una formazione ovalare, l'oliva, contiene il nucleo olivare inferiore. Presso il solco bulbo-pontino emergono, in ordine latero-mediale, il nervo vestibolo-cocleare (VIII), il nervo faciale (VII, origina con due fasci nervosi: il faciale intermedio, più sottile e laterale, ed il faciale propriamente detto, più voluminoso e mediale) ed il nervo abducente (VI).
Sulla faccia posteriore il solco postero-laterale posteriore delimita il cordone posteriore della sostanza bianca che contiene il fascicolo cuneato (di Burdach), più laterale, e il fascicolo gracile (di Goll), più mediale, divisi dal solco intermedio posteriore. Il solco mediano posteriore divide una colonna dorsale dalla controlaterale. Sulla faccia posteriore del bulbo e inferiormente al quarto ventricolo, le colonne dorsali terminano con due prominenze allungate, i tubercoli gracile e cuneato che contengono rispettivamente i nuclei gracile e cuneato. La porzione craniale della superficie posteriore del bulbo ("parte aperta del bulbo") viene coperta dorsalmente dal cervelletto e contribuisce a formare il pavimento del quarto ventricolo: quest'area coincide con il triangolo bulbare, disposto con apice caudale e base craniale, in comune con quella del triangolo pontino. Insieme, i due triangoli formano una losanga ("fossa romboidea"), pavimento (parete rostrale) del quarto ventricolo. Nel triangolo bulbare si individua il solco limitante (struttura pari), che si continuerà lungo tutta la fossa romboidea; medialmente a questa rientranza nella superficie del tronco encefalico si individuano due rilievi: il trigono del nervo ipoglosso (o ala bianca interna) ed il trigono del vago (ala cinerea). L'ala bianca interna, più mediale, sottende il nucleo d'origine del nervo ipoglosso, l'ala cinerea, invece, sorge in corrispondenza del nucleo motore viscerale del nervo vago. Lateralmente al solco limitante si individua l'area vestibolare, che sottende il complesso nucleare vestibolare. Per motivi di carattere embriologico, è possibile affermare che i nuclei neuronali sottesi da strutture mediali rispetto al solco limitante saranno di tipo motorio (derivati dalla placca basale), così come i nuclei ad esso laterali saranno formati da neuroni sensitivi (derivati dalla placca lata). Tra l'estremità inferiore del quarto ventricolo e le radici dei nervi glossofaringeo e vago vi è un rilievo arrotondato: il peduncolo cerebellare inferiore, che si unisce al controlaterale per entrare nel cervelletto. Tra cervelletto e superficie posteriore del bulbo è teso il velo midollare inferiore che, al contrario del superiore (raccordante cervelletto e ponte), è traforato: i fori laterali ed il centrale (fori di Luschka e foro di Magendie) che si aprono sulla sua superficie permettono il deflusso del liquor dal fondo del quarto ventricolo alla cisterna magna (o cerebello-midollare). Grazie a tale sistema, il liquor passerà dal sistema ventricolare a quello subaracnoideo, formato da una successione di cisterne (ricavate nello spazio subaracnoideo: tra pia madre ed aracnoide).

### Struttura interna
Per semplicità di descrizione si immagina di sezionare il bulbo a tre livelli, uno inferiore poco sopra la confluenza nel midollo spinale, uno all'incirca a circa metà della sua lunghezza e uno a livello della giunzione bulbo-pontina.

#### Porzione inferiore
In sezione la forma della porzione inferiore del bulbo, ovalare o tondeggiante, non differisce molto da quella della porzione cervicale del midollo spinale, seppure vi siano delle differenze nella struttura interna. Il cordone anteriore della sostanza bianca a questo livello è costituita principalmente dalle piramidi, che ospitano i fasci corticospinali, con fibre discendenti dirette al midollo spinale, subito posteriormente queste stesse fibre decussano nella decussazione delle piramidi. Le due piramidi restano separate dalla fessura mediana anteriore. Posteriormente alla decussazione delle piramidi si trova il fascicolo longitudinale mediale, attraverso cui decorre il fascio interstiziospinale.
Il cordone laterale di sostanza bianca è costituito anteriormente, presso il margine laterale, dal fascio spinocerebellare anteriore, mentre un po' più mediale ma più esteso dal fascio spinotalamico che decorre insieme al fascio spinoreticolare laterale. Medialmente al fascio spinotalamico e al fascio spinoreticolare si trova il nucleo ambiguo. Posteriormente al fascio spinocerebellare anteriore e sempre sul margine postero-laterale decorre il fascio spinocerebellare posteriore. Medialmente a questo si trova il tratto spinale del nervo trigemino e medialmente al tratto si trova il nucleo spinale del nervo trigemino (V). La colonna anteriore di sostanza grigia è spostata dalle piramidi in una posizione più posteriore rispetto al midollo spinale. Qui risiedono medialmente il nucleo del nervo ipoglosso, più lateralmente il nucleo motore dorsale del vago e ancor più lateralmente il tratto solitario con il nucleo del tratto solitario. All'interno della colonna grigia anteriore, nel mezzo, decorre il canale ependimale.
Tra la colonna grigia anteriore e il cordone laterale è interposta la formazione reticolare bulbare. Il cordone posteriore della sostanza bianca, cioè le colonne dorsali, hanno un aspetto simile a quello del midollo spinale, medialmente si trova il fascicolo gracile e lateralmente il fascicolo cuneato, ma insieme a essi si distinguono i nuclei gracile e cuneato dove le fibre ascendenti delle colonne dorsali sinaptano. Tali nuclei possono essere in continuità con la colonna grigia anteriore. A partire dai nuclei gracile e cuneato una serie di fibre, le fibre arcuate interne, circonda la colonna grigia centrale e si portano anteriormente iniziando a costituire il lemnisco mediale che però a questo livello non è ben visibile.

#### Porzione media
In sezione la forma della porzione media del bulbo ricorda quella di una farfalla a causa della comparsa posteriormente della cavità nota come quarto ventricolo e per l'approfondirsi dei solchi antero-laterali a causa della comparsa dell'oliva. Il cordone anteriore della sostanza bianca è ancora una volta costituito quasi esclusivamente dalle piramidi che contengono il fascio corticospinale che decussa a livello del bulbo inferiore. Anteriormente a esse si possono distinguere i piccoli nuclei arcuati e le fibre arciformi esterne. Posteriormente a esse vi è il lemnisco mediale, originatosi dalle fibre arciformi interne, assoni di neuroni del nucleo cuneato e del nucleo gracile. Lateralmente al lemnisco mediale vi è il nucleo olivare accessorio mediale, dalla forma ondulata. Posteriormente al lemnisco mediale decorre il fascicolo longitudinale mediale e posteriormente a questo il fascio tettospinale.
I nuclei dei nervi cranici sono spostati posteriormente dal lemnisco mediale e si dispongono anteriormente al margine del quarto ventricolo che costituisce la caratteristica più posteriore di questo livello del bulbo ed è triangolare in sezione, con la base posteriore e l'apice anteriore. Sulla parete posteriore del quarto ventricolo vi sono i plessi corioidei. Sul margine anteriore del quarto ventricolo, in direzione mediolaterale si trovano il nucleo del nervo ipoglosso, che invia le sue fibre antero-lateralmente, separando le piramidi dall'oliva, il nucleo motore dorsale del vago, che a sua volta invia le sue fibre antero-lateralmente separando l'oliva dal tratto spinale e dal nucleo del trigemino, e infine, il più laterale, è il nucleo del tratto solitario con il tratto solitario stesso.
Tra le radicole dei nervi ipoglosso e vago compare il nucleo olivare inferiore, dalla forma convoluta, con l'ilo rivolto postero-medialmente, supero-medialmente a esso compare anche il nucleo olivare accessorio superiore mentre superiormente permangono il nucleo ambiguo e più lateralmente il fascio spinotalamico e il fascio spinoreticolare. Superiormente alle fibre in uscita dal bulbo del nervo vago si trova il tratto spinale del nervo trigemino con il suo nucleo, lateralmente a esso il peduncolo cerebellare inferiore e superiormente il nucleo cuneato (mediale) e il nucleo cuneato accessorio (laterale). Dal nucleo cuneato accessorio hanno origine le fibre ascendenti che costituiscono il fascio cuneocerebellare che si portano all'interno del peduncolo cerebellare inferiore.

#### Porzione superiore
La porzione superiore del bulbo in sezione ha una forma a farfalla ancora più accentuata rispetto alla porzione media, dal momento che il quarto ventricolo si allarga, estendendo quindi la porzione posteriore (che si sposta lateralmente da ambo le parti) che risulta doppiamente larga rispetto alla anteriore. La parte anteriore a questo livello è formata al centro dalle piramidi che contengono il fascio corticospinale e tutt'attorno alle piramidi numerosi nuclei arcuati, dei nuclei pontini ectopici. Postero-lateralmente alle piramidi si trova il nucleo olivare inferiore dell'oliva e lateralmente a questo decorre il fascio spinotalamico insieme al fascio spinoreticolare. Posteriormente alle piramidi vi sono i nuclei del rafe fiancheggiati da ambo le parti dal lemnisco mediale anteriormente e dal fascicolo longitudinale mediale posteriormente. Posteriormente al nucleo olivare inferiore vi è il fascio tegmentale centrale.
Postero-lateralmente a questo il tratto spinale del trigemino e il nucleo spinale del trigemino. Lateralmente al tratto spinale del trigemino compare il nucleo cocleare anteriore, che riceve fibre dal nervo statoacustico (VIII). A questo livello esce anche il nervo glossofaringeo (IX), anteriormente allo statoacustico. Posteriormente al nucleo cocleare anteriore, tondeggiante, vi è l'arcuato nucleo cocleare dorsale, che segue il margine postero-laterale del bulbo; tra i due è compreso il peduncolo cerebellare inferiore. La formazione reticolare riempie gli spazi centrali del bulbo, appena lateralmente al fascicolo longitudinale mediale, ai nuclei del rafe e al lemnisco mediale. Anteriormente alla parete anteriore del quarto ventricolo compaiono, in direzione medio-laterale, il nucleo vestibolare laterale (di Deiters) e il nucleo vestibolare inferiore. Il nucleo vestibolare laterale è l'origine del tratto vestibolo spinale laterale.

## Fisiologia
Dal bulbo passano le informazioni inerenti al gusto, al tatto e principalmente all'udito.
Vi hanno sede i centri bulbari della respirazione, bersaglio di svariate sostanze quali l'eroina e numerosi farmaci come gli antidepressivi, i sonniferi e i tranquillanti che inibiscono i centri respiratori. Presenta al suo interno anche il centro vasomotore responsabile principale del controllo del tono muscolare dei vasi, della frequenza cardiaca, del volume-sistole e quindi della pressione sanguigna.
Il midollo allungato, assieme al ponte di Varolio controlla il pH del sangue. Nel caso in cui questo dovesse diventare troppo basso (a causa dell'eccessiva formazione di acido carbonico, dovuta al legame tra anidride carbonica e acqua) queste due regioni del cervello inviano uno stimolo di contrazione ai muscoli intercostali e al diaframma.